# Rhabdopleuroidea
Rhabdopleuroidea é uma ordem de animais marinhos do filo Pterobranchia.

## Classificação
- Ordem Rhabdopleuroidea Beklemishev, 1951
  - Família Rhabdopleuridae Harmer, 1905
    - Gênero Rhabdopleura Allman, 1869
    - Gênero †Kystodedenron Kozlowski, 1959
    - Gênero †Eorhabdopleura Kozlowski, 1970
    - Gênero †Fasciculitubus Obut e Sobolevskaya, 1967
    - Gênero †Rhabdotubus Bengtson e Urbanek, 1986

  - Família †Stolonodendridae Bulman, 1955
    - Gênero †Stolonodendrum Kozlowski, 1949

  - Família †Rhabdopleuroididae Mierzejewski, 1986
    - Gênero †Rhabdopleuroides Kozlowski, 1961

  - Família †Rhabdopleuritidae Mierzejewski, 1986
    - Gênero †Rhabdopleurites Kozlowski, 1967

  - Família incertae sedis
    - Gênero †Graptovermis Kozlowski, 1949
    - Gênero †Diplohydra Kozlowski, 1949